# Наканэ, Хидэто
Хидэто Наканэ (яп. 中根英登; род. 2 мая 1990 в Нагое, Япония) — японский профессиональный шоссейный велогонщик, выступающий за проконтинентальную команду «Nippo Vini Fantini Faizane».

## Достижения
2013
6-й Тур Хоккайдо
2014
4-й Тур Кумано
4-й Тур Иджена
9-й Тур Восточной Явы
2015
1-й Этап 1 Критериум Сайтамы
4-й Тур Кумано
2016
4-й Тур Хоккайдо
2017
9-й Тур Азербайджана
9-й Тур Хоккайдо